# Bukovina (hrad)
Bukovina je zřícenina hradu na území obce Hostim v okrese Znojmo. Hrad byl založen koncem první čtvrtiny 14. století a sloužil jako panské sídlo pánů z Bukoviny. Po vymření rodu hrad získal Jan Vajtmilnar ze Žerotic a roku 1464 Bítovští z Lichtenburka, ale tehdy už byl pravděpodobně pustý. Zřícenina hradu je chráněna jako kulturní památka.

## Historie
Podle archeologických nálezů v kombinaci s písemnými prameny byl hrad založen nejspíše v letech 1320–1325. Jeho prvním doloženým majitelem byl roku 1337 Gerhart z Bukoviny, příslušník rakouského rodu, který přešel do českých služeb. Počet členů rodu se rychle zvětšoval, a v polovině 14. století se o hrad dělilo pět až šest mužů druhé generace a jejich rodiny. Přestože měli také tvrz v Hostimi, vynutila si tato situace výstavbu jižního paláce. Na začátku 15. století už žil pouze Jan z Bukoviny, kterého přežil Ludvík z Bukoviny, jenž patřil ke třetí generaci. Zemřel roku 1417 a hrad poté převzal příbuzný Jan Vajtmilar ze Žerotic. V roce 1464 panství patřilo Bítovským z Lichtenburka, kteří si je nechali roku 1481 zapsat do zemských desek. V zápisu je hrad Bukovina označen jako pustý. Je pravděpodobné, že zpustl ještě předtím, než ho Bítovští získali.

## Stavební podoba
Hrad stál v závěru plošiny nad údolím potoka Nedveka. V předpolí se nacházela vesnice Bukovina, od které hradní areál odděluje obloukovitý příkop široký šestnáct až třicet metrů a na severovýchodě, kde je šířka menší, se před ním nachází val a další deset metrů široký příkop s valem. Samotný hrad byl jednodílný. Hlavní tíhu obrany nesla 2,5 metru silná hradba, do níž byl na severu vetknut okrouhlý bergfrit s vnějším průměrem deset metrů a vnitřním průměrem tři metry. U paty věže bývala brána.
Palác stával v jihovýchodním nároží a dochoval se v podobě dvou prohlubní. Později k němu byl přistavěn nový a rozměrnější palác vysunutý do svahu mimo prostor hradního jádra. V suterénu byl dvouprostorový a obě místnosti v v suterénu spojoval portálek. Se šířkou jedenáct až třináct a délkou čtyřiceti metrů palác patřil k největším hradním palácům na Moravě. Třetí obytná stavba stála na jihozápadním výběžku. Byl jí čtverhranný donjon s armovanými nárožími, jehož existenci prokazuje kresba z roku 1787. Jednalo se o jednu z vzácnějších hradních dispozic, kde byly dva vybudovány typy věží – obytná hranolová věž a okrouhlý bergfrit.